# Прапор Княгинина (Кам'янець-Подільський район)
Прапор Княгинина — офіційний символ села Княгинин Кам'янець-Подільського району Хмельницької області, затверджений рішенням №10 XXVI сесії сільської ради VII скликання від 15 червня 2018 року. Авторами прапора є В.М.Напиткін та К.М.Богатов.

## Опис
На зеленому квадратному полотнищі княжа корона, з якої росте жовтий дуб.